# 361 a.C.

## Eventos
- Caio Sulpício Pético, pela segunda vez, e Caio Licínio Calvo Estolão, pela segunda vez, cônsules romanos.
- Tito Quíncio Peno Capitolino Crispino nomeado ditador e escolhe Sérvio Cornélio Maluginense como seu mestre da cavalaria.